# Allocosa panamena
Allocosa panamena este o specie de păianjeni din genul Allocosa, familia Lycosidae, descrisă de Chamberlin în anul 1925. Conform Catalogue of Life specia Allocosa panamena nu are subspecii cunoscute.